# Brianka
Brianka (en ucraniano: Брянка; en ruso: Брянка) es una ciudad ucraniana perteneciente al óblast de Lugansk. Situada en el este del país, hoy es parte del raión de Alchevsk y del municipio (hromada) de Kádievka.
Brianka forma parte de la aglomeración Alchevsk-Kadivka, en el Dombás, que cuenta con más de medio millón de habitantes. La ciudad se encuentra ocupada por Rusia desde la guerra del Dombás, siendo administrada como parte de la de facto República Popular de Lugansk.

## Geografía
Brianka está situada a orillas del río Lozova (afluente del río Lugan), a 50 kilómetros al oeste de Lugansk.

## Historia
La historia de Brianka se remonta su historia a pequeños asentamientos de cosacos de Zaporiyia, zymivnyki, que aparecieron en lugar de la futura Brianka en 1696.
El lugar se ha convertido aún más en un asentamiento de mineros alrededor de la cantera local de Brianka desde finales del siglo XIX. En 1889, se abrió la mina de carbón de Brianka, alrededor de la cual surgió el pueblo minero de Brianski Rúdnik (; en ruso: Брянский Рудник), de donde proviene el nombre posterior de la ciudad de Brianka.
Durante la Segunda Guerra Mundial, la ciudad fue ocupada por la Wehrmacht alemana el 12 de julio de 1942 y liberada por el Ejército Rojo el 2 de septiembre de 1943.
Después de la Segunda Guerra Mundial, Brianka fue un distrito de la ciudad de la ciudad vecina de Kadivka entre 1944 y 1962. Brianka recibió el título de ciudad desde diciembre de 1962. Un periódico local se publica en la ciudad desde abril de 1965. En 1969, las empresas más grandes de la ciudad eran una planta de equipos de perforación, una planta de reparación de minerales y una planta de productos de hormigón armado, y también operaban 10 minas de carbón dentro de la ciudad.
Después de la declaración de independencia de Ucrania, se detuvo la construcción de una fábrica de hilado de algodón y, en septiembre de 1993, el Gabinete de Ministros de Ucrania decidió vender la instalación. Se redujo el apoyo estatal a la industria del carbón, se cerraron la mayoría de las minas de la ciudad. Hasta 1995, había 12 minas de carbón en la ciudad de Brianka, para 2006 quedaban 3 minas.
Desde 2014, durante la guerra del Dombás, Brianka ha estado bajo el control efectivo de la autoproclamada República Popular de Lugansk. En 2019, se cerró la última mina de la ciudad, la de Vergelevskaya.
Durante la invasión rusa de Ucrania, surgieron informes sobre soldados rusos que se negaron a continuar luchando y que estaban cautivos en la ciudad.

## Demografía
La evolución de la población de Brianka entre 1923 y 2022 fue la siguiente:
| 7372                                                          | 9505 | 36 920 | 77 600 | 71 421 | 62 768 | 64 816 | 54 767 | 51 996 | 47 512 | 46 127 | 45 408 | 44 760 |
| (Fuente: Cities & Towns of Ukraine y UKRAINE: Größere Städte) |      |        |        |        |        |        |        |        |        |        |        |        |

Según el censo de 2001, el 54,9% de la población son ucranianos, el 42,7% son rusos y el resto de minorías son principalmente bielorrusos (0,8%). En cuanto al idioma, la lengua materna de la mayoría de los habitantes, el 87,01%, es el ruso; del 12,65% es el ucraniano.

## Economía
La ciudad de Brianka se desarrolló histórica y económicamente como un pueblo minero. La dirección prioritaria del desarrollo de la ciudad a lo largo de su existencia fue la industria del carbón, cuyo estado tuvo un impacto en la situación socioeconómica.

## Infraestructura

### Transporte
La autopista Lugansk-Sievierodonetsk" pasa por la ciudad. Se desarrolló una red de ferrocarriles en la ciudad, con la estación sin salida Avdakovo en una rama de la línea Limán-Rodakove que hoy ya no funciona.

## Personas ilustres
- Kuzma Grebennik (1900-1974): teniente general soviético del Ejército Rojo y Héroe de la Unión Soviética.
- Kostiantin Morozov (1944): militar y político soviético ucraniano que fue el primer ministro de defensa de Ucrania.

## Galería

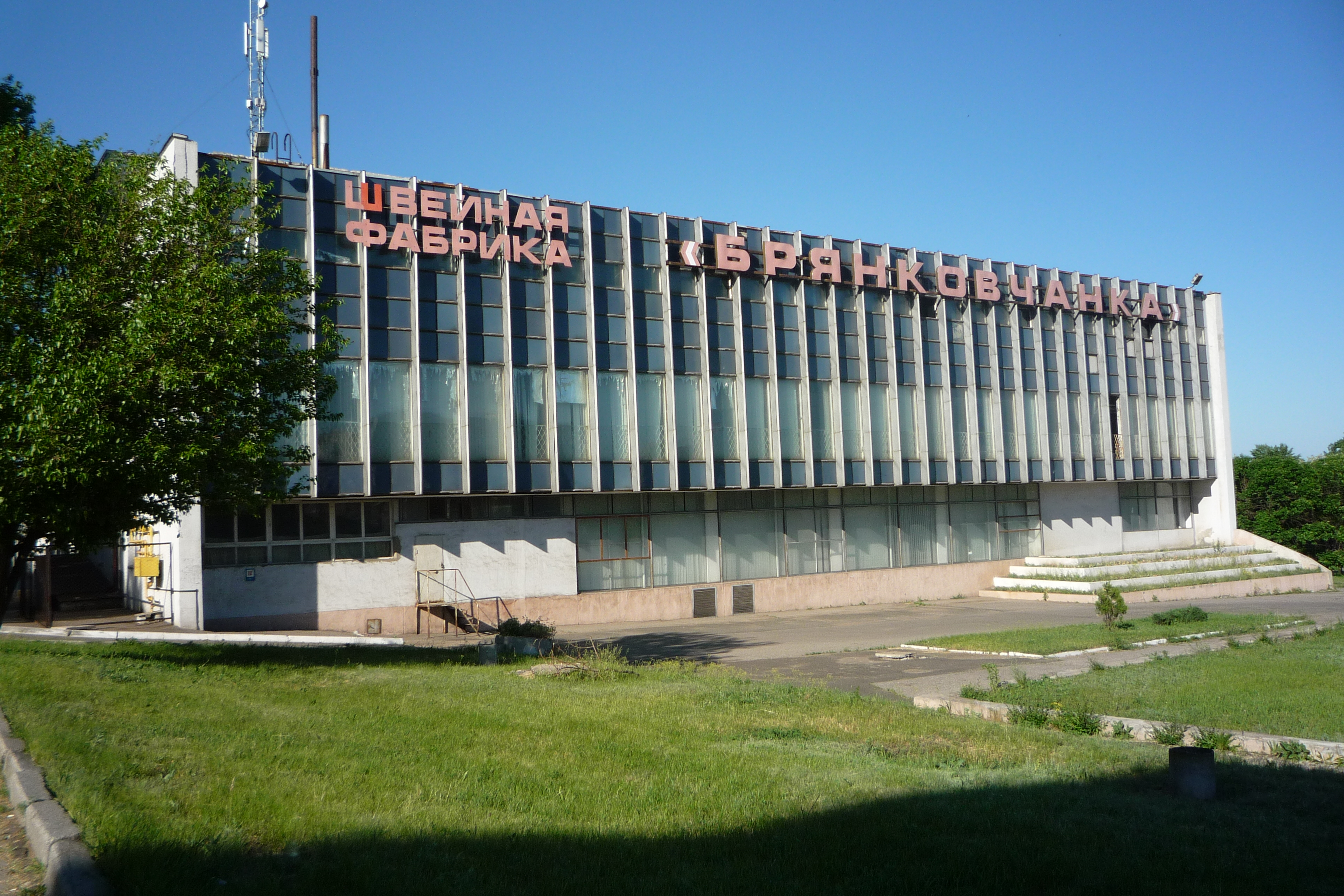
Fábrica de costura de Briankovchanka
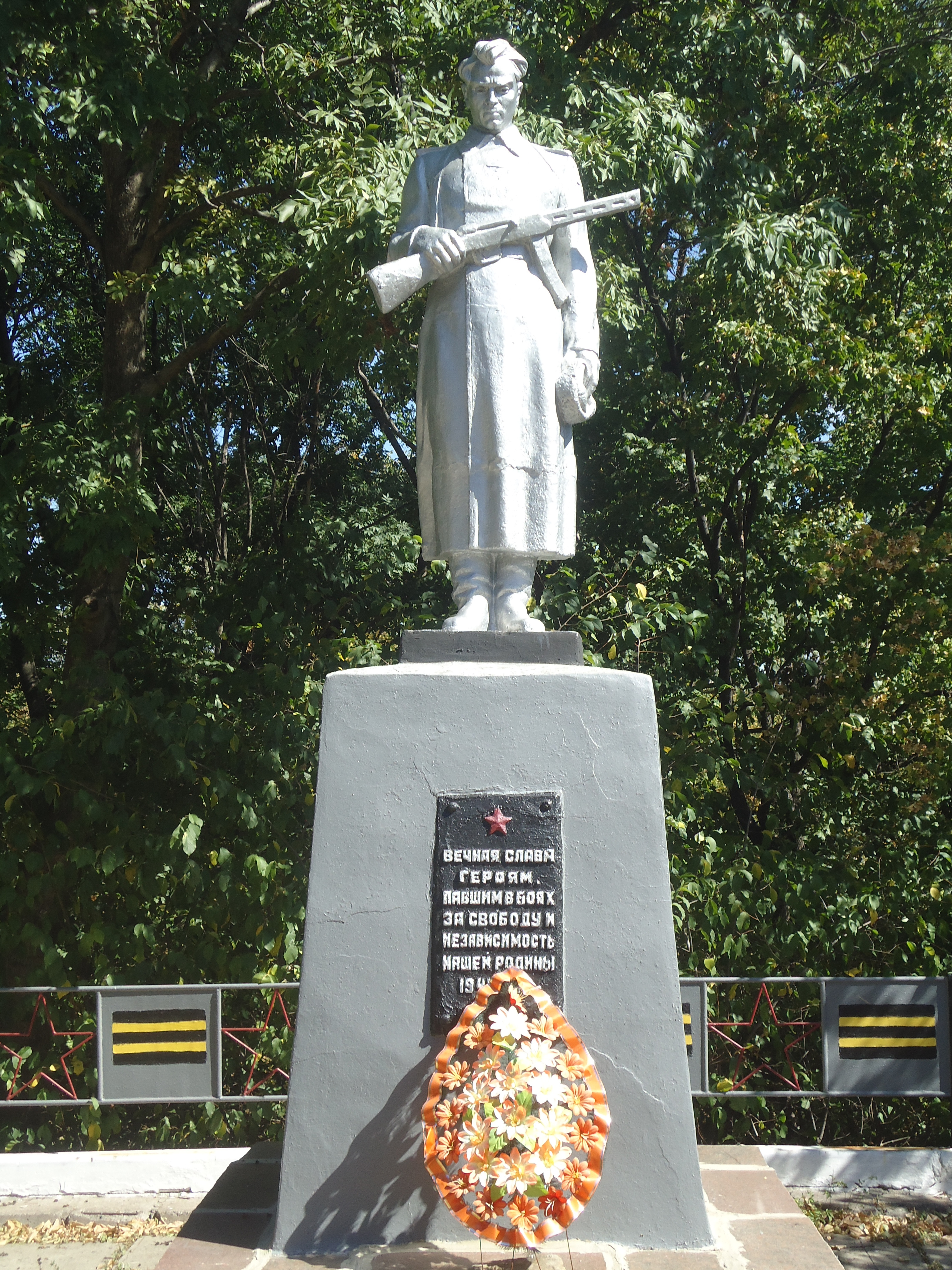
Memorial soviético
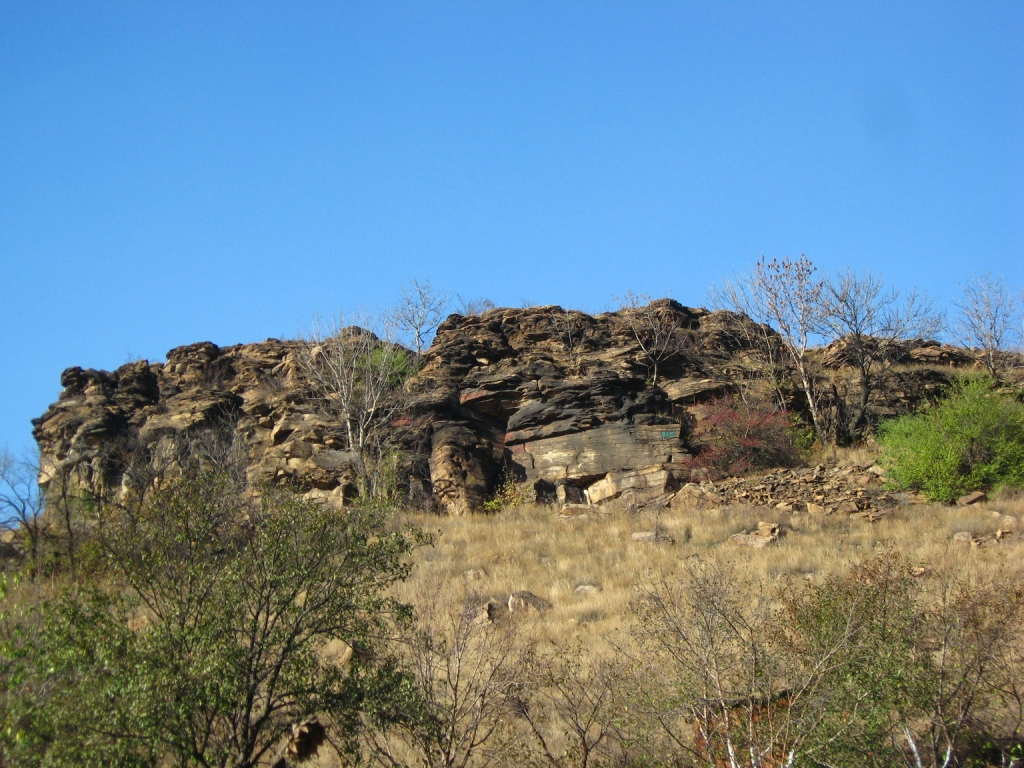
Acantilado de Maryin